# Võro
Võru (võro kiil) är, enligt de flesta språkvetare, en estnisk dialekt, även om vissa anser att den är ett eget språk. Det hör till den finsk-ugriska familjen och talas i sydöstra Estland. Dialekten är nära besläktad med standardestniskan, men uppvisar också drag som saknas i estniskan, till exempel grammatiska skillnader och vokalharmoni. Numera[när?] talas võru framförallt av äldre och på landsbygden, då yngre allt mer gått över till standardestniska. En tidning, Uma Leht, har lanserats[när?] och ges ut varannan vecka. Låten Tii framfördes av Neiokõsõ på võro som Estlands bidrag till Eurovision Song Contest 2004.